# Tatsuma Itō
Tatsuma Itō (jap. 伊藤竜馬 Itō Tatsuma; ur. 18 maja 1988 w Inabe, w prefekturze Mie) – japoński tenisista, reprezentant kraju w Pucharze Davisa, medalista igrzysk azjatyckich oraz igrzysk Azji Wschodniej, olimpijczyk z Londynu (2012).

## Kariera tenisowa
Itō posiada status profesjonalny od 2006 roku, a jego debiut w zawodowym tourze przypadł na turniej rangi ITF Futures w kwietniu 2006 roku w japońskim mieście Ariak. Japończyk występuje przede wszystkim w turniejach niższej rangi w Azji, choć od roku 2011 regularnie próbuje swoich sił w eliminacjach do turniejów głównego cyklu rozgrywkowego (przede wszystkim imprez wielkoszlemowych i zawodów rozgrywanych w Azji oraz USA). W głównej drabince zawodów ATP World Tour po raz pierwszy wystąpił 2008 w roku, kiedy otrzymał dziką kartę do imprezy w Tokio. Pierwszy start japońskiego tenisisty w zawodach ATP bez pomocy organizatorów miał miejsce w 2009 roku w Eastbournea, gdzie udanie przebrnął eliminacje.
Najlepszym rezultatem Japończyka w turniejach wielkoszlemowych jest 2 runda podczas Australian Open z 2012 roku, gdzie pokonał w pierwszym meczu Potito Starace.
W grze pojedynczej Itō wygrał 7 turniejów rangi ATP Challenger Tour.
W 2009 roku Itō wywalczył 2 medale podczas igrzysk Azji Wschodniej, srebrny w singlu i brązowy w turnieju drużynowym. Rok później, w ramach igrzysk azjatyckich wygrał brązowe medale w grze pojedynczej w grze drużynowej. W 2014 roku ponownie zdobył brązowy medal igrzysk azjatyckich w grze drużynowej.
W 2012 roku zagrał w grze pojedynczej igrzysk olimpijskich w Londynie, ponosząc porażkę w 1 rundzie z Milosem Raoniciem.
Najwyżej w rankingu singlistów sklasyfikowany był na 60. miejscu (22 października 2012), a w rankingu deblistów na 312. pozycji (9 czerwca 2014).